# Przysłup (749 m)
Przysłup (749 m) – przełęcz w Bieszczadach Zachodnich. Znajduje się pomiędzy masywem Matragony (990 m) a grzbietem Przysłopu (1006 m) odbiegającym z Wołosania i oddziela pasmo graniczne od Wysokiego Działu. Przełęcz jest szeroka i zalesiona, przebiega przez nią droga wojewódzka nr 897 na odcinku Komańcza – Cisna. Nie prowadzą tędy znakowane szlaki turystyczne.
Na przełęczy znajduje się wybudowana w 2017 wieża widokowa „Szczerbanówka”.